# Vårtplätt
Vårtplätt (Peniophora rufa) är en svampart som först beskrevs av Elias Fries, och fick sitt nu gällande namn av Boidin 1958. Vårtplätt ingår i släktet Peniophora och familjen Peniophoraceae.  Arten är reproducerande i Sverige. Inga underarter finns listade i Catalogue of Life.